# Haploparmena angolana
Haploparmena angolana är en skalbaggsart som beskrevs av Aurivillius 1913. Haploparmena angolana ingår i släktet Haploparmena och familjen långhorningar.
Artens utbredningsområde är Angola. Inga underarter finns listade i Catalogue of Life.